# Tom Kane
Tom Kane (Overland Park, 15 aprile 1962) è un doppiatore statunitense.
È principalmente conosciuto per aver prestato la sua voce a personaggi di serie animate e videogiochi, in particolare per aver doppiato Yoda in Star Wars: The Clone Wars e altri prodotti del franchise, il Professor Utonium ne Le Superchicche, Mr. Herriman in Gli amici immaginari di casa Foster e Lord Monkey Fist in Kim Possible.

## Biografia
Kane ha studiato alla Kansas University.
Nel corso degli anni si è dedicato in maniera pressoché esclusiva al doppiaggio di cartoni, serie animate e videogiochi.
Kane è noto per aver doppiato il maestro Yoda nel film d'animazione Star Wars: The Clone Wars, nella omonima serie (dove peraltro dava voce anche al narratore e all'ammiraglio Wullf Yularen) e in diversi videogiochi. Nel film del 2017 Star Wars: Gli ultimi Jedi ha doppiato l'ammiraglio Ackbar.
Kane è inoltre conosciuto per aver doppiato il Professor Utonium ne Le Superchicche, Mr. Herriman in Gli amici immaginari di casa Foster e Lord Monkey Fist in Kim Possible.
Si è inoltre dedicato al doppiaggio di videogiochi: in particolare, ha prestato la voce a Takeo Masaki in Call of Duty: World at War e nella trilogia Call of Duty: Black Ops.
Per quattro edizioni (2006, 2008, 2011 e 2013) è stato annunciatore durante le serate dei Premi Oscar.

### Vita privata
Il 30 dicembre 2020 la figlia Sam tramite un post su Facebook ha dichiarato che Kane è stato colpito da un ictus, che lo ha indebolito nella parte destra del corpo e ha danneggiato il centro del linguaggio a livello dell'encefalo: Kane avrebbe iniziato prontamente un percorso di riabilitazione fisica e terapia occupazionale, ma la compromissione delle capacità comunicative ha posto diversi dubbi sulle possibilità di riprendere il ruolo di doppiatore.

## Filmografia parziale

### Doppiatore
- Halloween - 20 anni dopo – film (1998)
- Le Superchicche – serie TV, 64 episodi (1998-2005)
- Star Wars: Clone Wars – serie TV, 10 episodi (2003-2005)
- Duck Dodgers – serie TV, 6 episodi (2003-2005)
- Shrek terzo (2007)
- Kim Possible – serie TV, 11 episodi (2002-2007)
- Gli amici immaginari di casa Foster – serie TV, 64 episodi (2004-2009)
- Next Avengers - Gli eroi di domani (2008)
- Star Wars: The Clone Wars (2008)
- Star Wars: The Clone Wars – serie TV, 121 episodi (2008-2014, 2020)
- Call of Duty: World at War – videogioco (2008)
- Call of Duty: Black Ops – videogioco (2010)
- I Puffi (2011)
- Call of Duty: Black Ops II – videogioco (2012)
- I Puffi 2 (2013)
- LEGO Star Wars: Le cronache di Yoda – serie TV, 7 episodi (2013-2014)
- LEGO Star Wars: I racconti del droide – serie TV, 5 episodi (2015)
- Call of Duty: Black Ops III – videogioco (2015)
- LEGO Star Wars: Il risveglio della Forza – videogioco (2016)
- Star Wars Rebels – serie TV, 1 episodio (2017)
- Star Wars: Forces of Destiny – serie TV, 3 episodi (2017-2018)
- Star Wars: Gli ultimi Jedi (2017)

## Doppiatori italiani
Da doppiatore è sostituito da:
- Sandro Pellegrini in Star Wars: The Clone Wars (film d'animazione), Star Wars: The Clone Wars (serie animata) (st. 1-5), LEGO Star Wars: Le cronache di Yoda (st. 1) (Yoda)
- Ambrogio Colombo in Star Wars: Clone Wars, Star Wars: Forces of Destiny, Star Wars: The Clone Wars (st. 7) (Yoda)
- Stefano Oppedisano in Star Wars Rebels, Star Wars: The Clone Wars (serie animata) (st. 7) (Wullf Yularen)
- Danilo De Girolamo in Star Wars: The Clone Wars (film) (Narratore)
- Marco Mete in I Puffi, I Puffi 2
- Mimmo Strati in Star Wars: The Clone Wars (serie animata, st. 1-6), LEGO Star Wars: Le cronache di Yoda (st. 1) (Narratore)
- Fabrizio Pucci in Star Wars: The Clone Wars (serie animata) (st. 7), Star Wars: The Bad Batch (ep. 1x01) (Narratore)
- Ugo Maria Morosi in Star Wars: Gli ultimi Jedi
- Silvano Piccardi in Kinect Star Wars (come Yoda)
- Luca Sandri in Kinect Star Wars (come C3P-O)
- Massimo Lodolo in Duck Dodgers (1x01-3x10)
- Vittorio Battarra in Archer
- Gino La Monica in Star Wars: The Clone Wars (st. 1-3, 6) (Wullf Yularen)
- Oliviero Dinelli in Kim Possible
- Bruno Alessandro in Star Wars: The Clone Wars (serie animata) (st. 6) (Yoda)